# NN-165
La carretera NN‑165 es una vía departamental secundaria ubicada en el departamento de Managua. Conecta la comunidad de La Pita con las inmediaciones de San Rafael del Sur, facilitando el tránsito entre zonas rurales del sur del departamento.

## Trazado y cruces
| km  | Localidad / Punto            | Departamento | Conexión / Ruta      |
| --- | ---------------------------- | ------------ | -------------------- |
| 0,0 | La Pita                      | Managua      | NN 164               |
| 1,4 | Santa Clara                  | Managua      | Camino local         |
| 3,1 | Entrada a San Rafael del Sur | Managua      | Acceso a zona urbana |

## Coordenadas
Uno de los tramos de la NN‑165 puede ser encontrado en las coordenadas: 11°59′41″N 86°15′33″O / 11.9947, -86.2592